# 鳥栖砂岩
鳥栖砂岩（拉丁字：Sagan Tosu），是日本職業足球球隊，成立於1997年，現正於日本職業足球聯賽作賽。

## 簡介
球隊前身—PJM未來    
1987年，PJM日本分社在靜岡縣濱松市成立了PJM未來隊，從靜岡縣西部第三級聯賽開始征戰。
1992年，在森下仁之、烏戈·馬拉多納（迭戈·馬拉多納的弟弟）等實力球員的努力下，球隊在91連勝後獲得了東海社會人聯賽的冠軍，成功升入日本足球聯賽2級聯賽（即JFL二部）。    
1993年，原阿根廷國家隊隊員塞爾吉奧·巴蒂斯塔加盟球隊，球隊該賽季獲得JFL二部亞軍，升入JFL。 同年9月俱樂部向J聯盟申請J聯盟準會員資格，在J聯盟審查後被批准，正式成為J聯盟準會員。
1994年，球隊主場在佐賀足協和鳥棲市政府的努力運作下遷至佐賀縣鳥棲市，在鳥棲球場未完工前暫時使用佐賀縣綜合運動場陸上競技場作為球隊的臨時主場。 又因球隊已經取得J聯盟準會員資格，故參加了該年的J聯賽杯及J聯盟衛星聯賽。
鳥棲未來    
1995年，球隊改名為鳥棲未來。    
1996年，球隊連續3年位列JFL第四位。 但主贊助商PJM日本分社無法承擔球隊財政12億日元的赤字從而宣布撤資；且位於靜岡縣藤枝市的中央防犯布魯克斯俱樂部（即福岡黃蜂的前身）將主場移至福岡，導致許多贊助鳥棲的福岡當地企業紛紛撤資。 由此鳥棲未來陷入了巨大的財政危機，球隊也面臨著即將解散的命運。
1997年，鳥棲未來運營會社破產、法人解散，球隊被取消J聯盟準會員資格，新的市民球隊鳥棲砂岩成立。 同時，全國超過5萬球迷向J聯盟署名請願，要求J聯盟能夠給予新球隊鳥棲砂岩繼續征戰JFL以及J聯盟相關賽事（聯賽杯、J聯盟衛星聯賽）的資格。 最終在佐賀足協和球迷們的不斷努力下，J聯盟特例准許鳥棲砂岩參加1997賽季JFL以及J聯盟相關賽事（聯賽杯、J聯盟衛星聯賽），即便鳥棲砂岩並不具有J聯盟準會員資格。 
3、鳥棲砂岩    
1998年，設立球隊法人·株式會社鳥棲砂岩。    
1999年，日職聯乙級聯賽（即J2聯賽）成立，鳥棲砂岩成為J2聯賽初始成員，由此正式成為了J聯盟會員。
2003年，因創價學會會員、俱樂部社長古賀照子上任伊始便解雇了大量反對其管理方針的老資格社員，導致許多贊助商決定撤資，並由此造成俱樂部經營混亂並出現嚴重的財政問題 。 且古賀照子安排同為創價學會會員的千疋美徳擔任球隊主教練，最終導致鳥棲該賽季只贏了三場比賽，該成績為鳥棲的歷史最差成績。    
2004年，球隊聘請原川崎前鋒隊的功勳教練松本育夫先生擔任球隊主帥。 但時任社長的古賀照子在俱樂部經營上公私不分，強行要求主教練松本育夫先生和球隊隊員參加與公明黨·創價學會有關的政治選舉活動，被松本育夫監督拒絕後強制禁止松本育夫監督進入俱樂部的一切設施。 而在經營方面鳥棲俱樂部依舊處於混亂的局面，財政問題已是迫在眉睫，對此古賀照子在球迷會議上提出了鳥棲球場解體案（由古賀照子自家的解體公司拆除鳥棲球場的計劃 ）以解決球隊的財政問題，此方案一出立馬遭到了球場出資方鳥棲市政府的反對。 於是在鳥棲市和球迷的強烈抗議中，經過鳥棲市與球隊股東們進行了多次談判後，最終在佐賀縣知事古川康的請求下由佐賀縣出身的CREEK&RIVER會社社長井川幸 廣成立新的球隊法人會社“砂岩·夢株式會社”，並出資2400萬日元將球隊經營權從球隊舊運營會社手中過渡至砂岩·夢株式會社。古賀照子於2011年因違反公選法被佐賀縣警逮捕，同年鳥棲砂岩歷史性地升入J1聯賽，這是後話。  
2005年，原球隊法人解散。 在保留球隊名稱和留任主教練松本育夫的基礎上，球隊的經營權交由新成立的砂岩·夢法人會社管理，球隊在松本育夫先生的帶領下開始走上正軌，在當季的 J2聯賽前15輪過後曾一度位於聯賽第二的位置。但在聯賽第16輪因裁判家本政明誤判點球導致球隊輸給草津溫泉隊（現群馬草津溫泉隊）之後，再加上隊中後衛大面積受傷，導致球隊成績一路下滑，最終排名J2聯賽第8位，無緣升級。球隊前鋒新居辰基打入17粒進球，為該年J2聯賽日本本土射手王。    
2006年，球隊引進原韓國國家隊成員尹晶煥、金裕晉等3名韓國球員，球隊以防守著稱，最終鳥棲砂岩在該年的J2聯賽排名第4名。 賽季結束後，主教練松本育夫監督退居鳥棲管理層擔任球隊經理，岸野靖之升任球隊的主教練。    
2007年，此前擔任球隊執行教練的岸野靖之升任鳥棲砂岩主教練。 該年度球隊從福岡大學引進了門將赤星拓，以代替離隊轉會至仙台的門將施奈德潤之介。同時，在05、06賽季連續蟬聯兩屆J2日本人射手王的新居辰基轉會至J1球隊千葉市原聯隊。 在該賽季，鳥棲砂岩最終排名J2聯賽第8名，球隊前鋒藤田祥史以打進24球的成績成為該賽季J2聯賽日本人射手王。  
2008年，鳥棲砂岩不再同尹晶煥、吉田惠等超過30歲的球員進行續約，並以年輕球員為中心進行引援，導致全隊年齡最大的選手石田博行僅有28歲。在賽季中期球隊一度登上J2榜首的位置，後因與下游球隊的戰績不佳導致球隊最終排名J2聯賽第6名，無緣升級。
2009年，在岸野靖之擔任鳥棲砂岩主教練的第三年，當家射手藤田祥史轉會至J1球隊大宮松鼠，為此球隊引進了效力於巴乙聯賽的外援前鋒托津作為替代品 。 但聯賽伊始球隊便遭3連敗，並一度排名聯賽倒數第一。 為此球隊在5月份從橫濱水手引進了前鋒山瀨幸宏和麥克·哈維納爾。 最終鳥棲砂岩排名J2聯賽第5名，再一次無緣升級。 賽季結束後，主教練岸野靖之辭職，赴橫濱FC隊擔任主教練。
2010年，此前擔任鳥棲砂岩技術指導的尹晶煥以執行教練的身份擔任球隊的實際主教練，又因尹晶煥未獲得日本足協S級教練資格，故鳥棲的主教練一職名義上由松本育夫擔任。球隊在該賽季從韓國大學引進了韓國外援後衛金民友和呂成海、從京都不死鳥引進了前鋒豐田陽平、從福岡大學引進了中場藤田直之。 最終該賽季鳥棲砂岩在J2聯賽排名第9位，無緣升級。  
2011年，鳥棲砂岩正式委任韓國籍的尹晶煥擔任球隊主教練，此前擔任球隊經理兼主教練的松本育夫退居二線擔任鳥棲砂岩的球隊顧問。最終在該賽季鳥棲砂岩排名J2聯賽第2名，歷史性首次升入J1聯賽。 同時，球隊前鋒豐田陽平以打入23粒進球的成績獲得J2聯賽射手王的稱號。    
2012年，球隊從橫濱水手引進韓國後衛金根煥和中場水沼宏太，同時中場高橋義希由仙台七夕隊回歸鳥棲砂岩。在升級J1的首季中，鳥棲砂岩在被外界廣泛預測為保級球隊的情況下，幾乎全季都處在聯賽中上游的位置，甚至在倒數第二輪聯賽結束後一度排名聯賽第3 名。 但因在聯賽最後一輪客場對陣橫濱水手的比賽中告負，最終以升班馬的身份排名J1聯賽第5名，無緣2013年亞冠聯賽。
2013年，球隊在賽季初從福岡黃蜂隊引進了中場末吉隼也、從橫濱水手隊引進了後衛金井貢史、從大阪鋼巴隊引進了後衛金正也、並獲得了作為鳥棲砂岩特別指定選手的中場清武功暉和後衛坂井達彌等選手。 由於鳥棲的戰術之前已被J1聯賽各支球隊深入研究，導致球隊在聯賽上半賽季連續不勝，在聯賽第13輪排名僅為聯賽第15位。 由此球隊在7月中旬從大阪櫻花引進前鋒播戶龍二，並從新潟天鵝引進後衛菊地直哉。 但是在8月上旬，球隊僅有的3位門將全部受傷，只剩下仍未從福岡大學畢業的特別指定選手藤島榮介可用，為此球隊從清水鼓動隊租借已被櫛引政敏搶去首發位置的門將林彰洋應急。 最終鳥棲在聯賽最後五輪比賽中取得4勝1平的不敗戰績獲得該賽季聯賽的第12名，成功保級。
2014年，鳥棲砂岩引進了韓國後衛金敏爀、從磐田喜悅引進了後衛安田理大和中場菅沼實、從甲府風林引進了韓國中場崔誠根、並從柏太陽神引進了中場谷口博之 。 在該賽季過半時鳥棲砂岩創造了半程冠軍的佳績，但由於在賽季中期主教練尹晶煥因在漲薪問題上與俱樂部發生分歧，從而導致俱樂部宣布尹晶煥與俱樂部經營理念不合而解約，並由 吉田惠臨時接任球隊主教練一職。 此後鳥棲砂岩在聯賽下半程接連告負，最終因為少1個淨胜球位居積分相同的柏太陽神之後，又一次名列J1聯賽第5名，無緣2015亞冠聯賽附加賽。    
2015年，因尹晶煥的大幅度引援導致鳥棲在2013年、2014年已經出現連續兩年財政赤字。面對J聯賽連續三年赤字強制降級的規定，鳥棲在本年通過招引日本手游大廠Cygames贊助（因Cygames社長渡邊耕一同是佐賀縣出身），從而成功實現了年度財政的黑字化，避免了球隊因連續三年財政赤字而強制降級的情況發生。 最終鳥棲砂岩在J1聯賽總排名為第11名，驚險保級。
2015年末，球隊決定引進德國著名教練馬加特擔任球隊下賽季的主教練，在雙方達成共識並即將簽約前，因鳥棲砂岩放出中場司令塔藤田直之和前場攻擊手水沼宏太，導致馬加特最終選擇拒絕鳥棲砂岩，稱（俱樂部）放出這兩位選手的舉動打亂了馬加特對球隊戰術的佈局。  
2016年，作為馬加特引進失敗的替代人選，鳥棲引進了上賽季被東京FC解僱的馬西莫·菲卡登蒂作為球隊新賽季的主教練。但由於藤田直之、水沼宏太等主力球員大量流出，前任主教練森下仁志對球隊戰術及訓練體系的破壞，再加上菲卡登蒂的戰術風格與尹晶煥時期的戰術風格迥異，導致球隊在聯賽第一階段排名第15位，離降級區僅差一步。 後半賽季，在確立鎌田大地為攻擊核心後球隊的狀態有所改觀，曾有擊破鹿島鹿角、川崎前鋒等豪強球隊的驚艷表現，最終在聯賽第二階段排名聯賽第8位。
2017年，在手游公司Cygames大規模資金的贊助下，鳥棲砂岩開始在該賽季進行大幅度的引援。在賽季初期，鳥棲砂岩從名古屋鯨魚足球俱樂部引進了中場小川佳純、從橫濱水手引進了邊後衛小林祐三、從川崎前鋒租借引進了日本國奧隊主力中場原川力、從柏太陽神引進了中場太田徹郎、從仙台七夕引進了原日本國腳中場水野晃樹、從比利時甲級聯賽的聖圖爾登足球俱樂部引進了中場小野裕二、從阿根廷甲級聯賽的 圖庫曼競技足球俱樂部引進了後衛弗蘭科·斯布托尼、從奧地利乙級聯賽的SV霍恩足球俱樂部引進了日本國門權田修一、從韓國水原三星藍翼足球俱樂部引進了前韓國國腳前鋒趙東建 。同時鳥棲砂岩後衛磯崎敬太和後衛小林久晃退役、球隊隊長金民友因兵役問題與中場崔誠根一同轉會至韓國水原三星隊、主力門將林彰洋轉會至東京FC、中場早坂良太轉會至札幌岡薩多足球俱樂部。 在該賽季J1聯賽開始後的3月15日，鳥棲砂岩從意大利足球甲級聯賽的卡利亞里足球俱樂部租借了前哥倫比亞國腳前鋒維克托·伊瓦爾沃。  在賽季中期，鳥棲砂岩中場鐮田大地轉會至德國足球甲級聯賽的法蘭克福足球俱樂部 ，同時因球隊主力中後衛谷口博之重傷，鳥棲砂岩在夏季轉會期中從韓國蔚山現代足球俱樂部引進了韓國國腳後衛鄭升炫、從韓國全南天龍足球俱樂部引進了中場安庸佑、從東京足球俱樂部引進了中場河野廣貴。 在2017賽季，因整個賽季的客場戰績不佳（僅有2勝），鳥棲砂岩在J1聯賽中排名聯賽第8名。
2018年，鳥棲砂岩在主教練馬西莫·菲卡登蒂留任和主力球員基本全部留隊的基礎上，將中場原川力從川崎前鋒買斷，並從德國杜塞爾多夫足球俱樂部U19梯隊引進中場伊藤遼哉、從京都不死鳥足球俱樂部引進後衛高橋祐治、從東京綠茵足球俱樂部引進邊後衛安在和樹、從神戶勝利船足球俱樂部引進原日本國腳高橋秀人、從保加利亞扎戈拉貝羅足球俱樂部引進原日本國腳加藤恆平。  同時，鳥棲砂岩當家前鋒豐田陽平被租借至韓國蔚山現代足球俱樂部。 由於趙東建、伊瓦爾沃以及鄭升炫等球員出現不同程度的傷病，鳥棲砂岩在聯賽上半程戰績不佳，並創下聯賽7連敗的隊史J1聯賽最長連敗紀錄 。6月7日，豐田陽平從蔚山現代結束租借，返回鳥棲砂岩。7月6日，鳥棲砂岩從長崎成功丸足球俱樂部租借引進後衛干大知。 7月10日，鳥棲砂岩引進原西班牙國腳前鋒費爾南多·托雷斯。7月24日，鳥棲砂岩從鹿島鹿角引進原日本國腳前鋒金崎夢生，同時後衛鄭升炫轉會至鹿島鹿角。8月2日，鳥棲砂岩從阿聯酋阿拉伯海灣聯賽的迪拜勝利足球俱樂部租借引進了黎巴嫩國腳中後衛瓊·奧馬里。 10月18日，在J1聯賽第29輪鳥棲砂岩主場以0：1的比分不敵湘南美海足球俱樂部、位列聯賽倒數第三之後，鳥棲砂岩俱樂部決定與主教練菲卡登蒂提前解約，由鳥棲砂岩U18梯隊主教練金明輝代行鳥棲砂岩主教練一職。 在J1聯賽的最後5輪，金明輝帶領鳥棲砂岩以3勝2平的聯賽不敗戰績最終位列J1聯賽第14名，成功保級。

## 球員名單

### 現役（2018年）
| 編號  | 国籍          | 球員名字    | 出生日期       | 加盟年份 | 前屬球會             |       |       |
| 門 將 | 門 將         | 門 將       | 門 將          | 門 將    | 門 將                | 門 將 | 門 將 |
| ----- | ------------- | ----------- | -------------- | -------- | -------------------- | ----- | ----- |
| 1     | 日本          | 赤星拓      | 1984年4月21日  | 2007年   | 福岡大學足球部       |       |       |
| 18    | 日本          | 高丘陽平    | 1996年3月16日  | 2018年   | 橫濱FC               |       |       |
| 20    | 日本          | 權田修一    | 1989年3月3日   | 2017年   | SV霍恩               |       |       |
| 30    | 日本 · 義大利 | 大村燦      | 1998年5月24日  | 2017年   | 切塞納               |       |       |
| 後 衛 |               |             |                |          |                      |       |       |
| 2     | 日本          | 三丸拡      | 1993年7月6日   | 2016年   | 筑波大学蹴球部       |       |       |
| 3     | 日本          | 高橋祐治    | 1993年4月11日  | 2018年   | 京都不死鳥           |       |       |
| 5     | 大韩民国      | 金敏赫      | 1992年2月27日  | 2014年   | 崇實大學             |       |       |
| 35    | 日本          | 藤田優人    | 1986年5月8日   | 2016年   | 柏雷索爾             |       |       |
| 13    | 日本          | 小林祐三    | 1985年11月15日 | 2017年   | 横濱水手             |       |       |
| 23    | 日本          | 吉田豐      | 1990年2月17日  | 2015年   | 清水心跳             |       |       |
| 24    | 日本          | 安在和樹    | 1994年8月7日   | 2018年   | 東京綠茵             |       |       |
| 33    | 黎巴嫩 · 德国 | 瓊安·奧馬里 | 1988年8月19日  | 2018年   | 阿爾納沙             |       |       |
| 38    | 日本          | 乾大知      | 1989年12月2日  | 2018年   | 長崎成功丸           |       |       |
| 43    | 日本          | 平瀨大      | 2001年3月28日  | 2018年   | 鳥栖砂岩U-18         |       |       |
| 中 場 |               |             |                |          |                      |       |       |
| 4     | 日本          | 原川力      | 1993年8月18日  | 2017年   | 川崎前鋒             |       |       |
| 6     | 日本          | 福田晃斗    | 1992年5月11日  | 2013年   | 鹿屋體育大學足球部   |       |       |
| 7     | 日本          | 河野廣貴    | 1990年3月30日  | 2017年   | 東京FC               |       |       |
| 14    | 日本          | 高橋義希    | 1985年5月14日  | 2012年   | 仙台維加泰           |       |       |
| 21    | 日本          | 加藤恆平    | 1989年6月14日  | 2018年   | 舊扎戈拉貝羅         |       |       |
| 26    | 日本          | 伊藤遼哉    | 1998年5月12日  | 2018年   | 福爾圖娜杜塞道夫U-19 |       |       |
| 28    | 日本          | 石川啓人    | 1998年7月16日  | 2017年   | 鳥栖砂岩U-18         |       |       |
| 29    | 日本          | 谷口博之    | 1985年6月27日  | 2014年   | 柏雷索爾             |       |       |
| 36    | 日本          | 高橋秀人    | 1987年10月17日 | 2018年   | 神戶勝利船           |       |       |
| 42    | 日本          | 松岡大起    | 2001年6月1日   | 2018年   | 鳥栖砂岩U-18         |       |       |
| 前 锋 |               |             |                |          |                      |       |       |
| 11    | 日本          | 豊田陽平    | 1985年4月11日  | 2018年   | 蔚山現代             |       |       |
| 19    | 大韩民国      | 趙東建      | 1986年4月16日  | 2017年   | 水原三星             |       |       |
| 22    | 日本          | 池田圭      | 1986年10月20日 | 2009年   | 流通經濟大學足球部   |       |       |
| 27    | 日本          | 田川亨介    | 1999年2月11日  | 2017年   | 鳥栖砂岩U-18         |       |       |
| 40    | 日本          | 小野裕二    | 1992年12月22日 | 2017年   | 皇家聖圖爾登         |       |       |
| 41    | 日本          | 石井快征    | 2000年4月2日   | 2018年   | 鳥栖砂岩U-18         |       |       |
| 44    | 日本          | 金崎夢生    | 1989年2月16日  | 2018年   | 鹿島鹿角             |       |       |

## 著名球員
- 費蘭度·托利斯
- 權田修一
- 金崎夢生

## 队徽

旧队徽
新队徽

## 外部連結
- 官方網站 （页面存档备份，存于）